# StrongARM

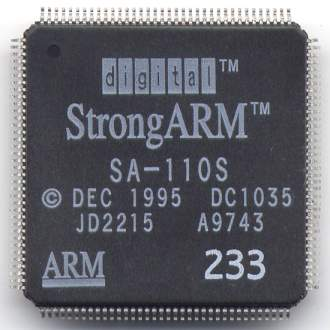
O processador DEC StrongARM SA-110

StrongARM é um microprocessador baseado na Arquitetura ARM da ARM Limited. Ele foi criado pela DEC, que posteriormente o vendeu para a Intel que continuou a sua produção, logo substituindo-o pelo XScale.

## História
O microprocessador StrongARM foi um projeto desenvolvido pela DEC e ARM para criar uma CPU rápida e compatível (embora não totalmente) com a linha ARM. O StrongARM foi projetado para atender o mercado de dispositivos embedded de baixo consumo de energia, em que os usuários necessitam mais desempenho que o ARM podia alcançar e com mais suporte externo. Os PDAs são um exemplo de dispositivos que o projeto buscava atender.
O projeto começou em 1995, e rapidamente produziu o seu primeiro resultado, o SA-100. Ele foi imediatamente incorporado nas novas versões do Apple Newton, bem como em outros produtos.
A divisão de chips da DEC foi vendida algum tempo depois para a Intel como parte de um processo legal. A Intel usou o StrongARM para substituir a sua linha de processadores RISC: o i860 e i960. Mais tarde, o projeto foi substituído pelo Intel XScale.

## Descrição
A família StrongARM é constituída de versões rápidas dos existentes processadores ARM com um conjunto de instruções ligeiramente diferente. Com clock de 206MHz eles podem processar até 235 MIPS (1,14 MIPS/MHz). Eles têm uma compatibilidade limitada com a família original ARM, devido aos seus caches separados para dados e instruções, o que pode fazer com que código automodificável falhe.
O SA-100 foi o primeiro membro da família, atualizado para SA-110 e depois para SA-1110.